# Ґряужай (Расейняйський район)
Ґряужай (Griaužai) — село у Литві, Расейняйський район, Немакщяйське староство. 2001 року в селі проживала 21 людина, 2013-го — 13. Розташоване за 6 км від села Немакщяй, поруч протікає річка Шешувіс. Неподалік розташовані хутори Молавенай та Стунгуряй.

## Принагідно
- Griaužai (Raseiniai) [Архівовано 15 листопада 2016 у Wayback Machine.]

| Литва | Це незавершена стаття з географії Литви. Ви можете допомогти проєкту, виправивши або дописавши її. |